# You and Me (chanson d'Alice Cooper)
Pour l’article homonyme, voir You and Me.
Singles de Alice Cooper
I Never Cry
(1976) (No More) Love at Your Convenience
(1977)
Pistes de Lace and Whiskey
Damned If You Do
(4) King of the Silver Screen
(6)
You and Me est une chanson d'Alice Cooper sortie sur l'album Lace and Whiskey en 1977. Le single se classa à la 23e position au Hot Adult Contemporary Tracks le 30 juillet 1977 et à la 9e position au Billboard Hot 100 le 13 août 1977. La chanson atteignit aussi les charts en Nouvelle-Zélande à la 21e place le 10 juillet 1977.
Alice Cooper interpréta régulièrement You and Me lors de ses tournées de 1977 et 1978. Il joua également la chanson au Muppet Show, émission enregistrée le 28 et 30 mars 1978 et diffusée le 2 novembre 1978.

## Single
| A. | You and Me | Alice Cooper, Dick Wagner            | 5:11 |
| B. | My God     | Alice Cooper, Dick Wagner, Bob Ezrin | 5:42 |

| A. | You and Me       | Alice Cooper, Dick Wagner            | 5:11 |
| B. | It's Hot Tonight | Alice Cooper, Dick Wagner, Bob Ezrin | 3:22 |

| A. | You and Me  | Alice Cooper, Dick Wagner | 3:25 |
| B. | I Never Cry | Alice Cooper, Dick Wagner | 3:43 |